# بيلي جونز (موسيقي)
بيلي جونز (بالإنجليزية: Billy Jones)‏ هو موسيقي أمريكي، ولد في 20 نوفمبر 1949 في آن آربر في الولايات المتحدة، وتوفي في 7 فبراير 1995 في سبرينغ هيل ‏ في الولايات المتحدة.

## وصلات خارجية
- الموقع الرسمي
- بيلي جونز على موقع ميوزك برينز (الإنجليزية)
- بيلي جونز على موقع ديسكوغز (الإنجليزية)